# Torneo Centroamericano 1968
El Torneo Centroamericano 1968 fue la cuarta edición del Torneo Centroamericano de la Concacaf, torneo de fútbol a nivel de clubes de Centroamérica y que contó con la participación de 4 equipos de la región. El ganador estaría en la fase final de la Copa de Campeones de la Concacaf 1968.
El Aurora FC de Guatemala fue el campeón tras vencer en la final al CD Olimpia de Honduras.

## Equipos participantes
En cursiva los equipos debutantes en el torneo.
| País                 | Equipo         |
| -------------------- | -------------- |
| Guatemala · 1 cupo   | Aurora FC      |
| El Salvador · 1 cupo | Alianza FC     |
| Costa Rica · 1 cupo  | LD Alajuelense |
| Honduras 1 cupo      | CD Olimpia     |

## Cuadro de desarrollo
|  | Semifinales | Semifinales | Semifinales | Semifinales | Semifinales |   |        | Final  | Final | Final | Final | Final |
|  |             |             |             |             |             |   |        |        |       |       |       |       |
|  | Alajuelense | Alajuelense | 0           | 1           | 1           |   |        |        |       |       |       |       |
|  | Aurora      | Aurora      | 2           | 0           | 2           |   |        |        |       |       |       |       |
|  |             |             |             |             |             |   | Aurora | Aurora | 1     | 4     | 5     |       |
|  |             | Olimpia     | Olimpia     | 1           | 0           | 1 |        |        |       |       |       |       |
|  | Olimpia     | Olimpia     | 2           | 1           | 3           |   |        |        |       |       |       |       |
|  | Alianza     | Alianza     | 1           | 0           | 1           |   |        |        |       |       |       |       |

## Semifinales

### Aurora - Alajuelense
| 3 de abril de 1968, 20:00 | Alajuelense | 0:2 (0:2) | Aurora                  | Estadio Nacional, San José |                           |
|                           |             |           | Molina 12' · Roldán 20' | Árbitro(s): Valentín Gazo  | Árbitro(s): Valentín Gazo |

| 7 de abril de 1968, 11:00 | Aurora | 0:1 (0:1) (Global 2:1) | Alajuelense | Estadio Mateo Flores, Ciudad de Guatemala |                              |
|                           |        |                        | Vega 35'    | Árbitro(s): Clemente Rugiero              | Árbitro(s): Clemente Rugiero |

### Olimpia - Alianza
| 21 de abril de 1968 | Alianza    | 1:2 (1:1) | Olimpia                  | Estadio Flor Blanca, San Salvador |  |
|                     | Jacques 3' |           | Taylor 42' · Rosales 51' |                                   |  |

| 28 de abril de 1968 | Olimpia    | 1:0 (1:0) (Global 3:1) | Alianza | Estadio Nacional, Tegucigalpa |  |
|                     | Flores 32' |                        |         |                               |  |

## Final
| 3 de noviembre de 1968 | Olimpia     | 1:1 (1:1) | Aurora     | Estadio Nacional, Tegucigalpa |  |
|                        | Rosales 35' |           | Recinos 5' |                               |  |

| 10 de noviembre de 1968 | Aurora                                  | 4:0 (1:0) (Global 5:1) | Olimpia | Estadio Mateo Flores, Ciudad de Guatemala |                              |
|                         | Alemán 17' 59' · Frank 55' · Balboa 58' | Reporte                |         | Árbitro(s): Leonel Bojórquez              | Árbitro(s): Leonel Bojórquez |

## Campeón
Aurora
Campeón
1° título